# Harry Delbert Thiers
Harry Delbert Thiers, nome botanico Thiers (Fort McKavett, 22 gennaio 1919 – Ohio, 8 agosto 2000), è stato un botanico e micologo statunitense.
Egli studiò e diede un nome botanico a numerosi funghi del nativo Nord America e della California in particolare.  Insegnò micologia all'Università statale di San Francisco per molti anni e un numero notevole di micologi attivi negli anni 2000 hanno iniziato come suoi studenti. 
Egli rivide globalmente, espandendola, la conoscenza delle specie di boleti del Nord America e diede il nome a numerose specie. Collaborò a lungo con il micologo Alexander H. Smith
Fra le numerose specie da lui denominate si annoverano:
- Boletus amygdalinus
- Boletus barrowsii
- Boletus dryophilus
- Boletus pulcherrimus
- Gymnopilus luteoviridis
- Leccinum manzanitae
- Russula xanthoporphyrea

Il genere Chaetothiersia fu così chiamato in suo onore.

## Pubblicazioni (riviste specializzate)
- Alexander H. Smith & Harry D. Thiers (1964) A contribution towards a monograph of North American species of Suillus
- A.H. Smith, Harry Delbert Thiers & Roy Watling (1967) Leccinum snellii article in "Michigan Botany" 6 pp. 120 - 121
- A.H. Smith & Harry Delbert Thiers (1968) Tylopilus chromapes article in "Mycologia" 60 p. 948
- Harry Delbert Thiers & A.H. Smith (1969) Hypogeous Cortinarii in "Mycologia" 61 pp. 526 – 536